# BIGBANG MINI 4
《BIGBANG MINI 4》는 대한민국의 음악 그룹 빅뱅의 네 번째 EP 음반이다. 이 음반은 빅뱅이 한국에 2년여만에 발표하는 새로운 앨범으로, 발매와 동시에 한국을 비롯한 세계 여러 나라에서 1위를 차지하였다. 2011년 2월 23일 YG 엔터테인먼트에 의해 발매되었다.

## 발매 계기와 배경
이 음반이 발매를 앞두고 YG 엔터테인먼트의 양현석은 빅뱅의 리더 G-DRAGON과 리드 랩퍼 T.O.P은 그들만의 콜라보레이션 앨범 발매를 위해 GD&TOP을 결성했다. G-DRAGON에 따르면, 그들은 새로운 조합을 시도해 태양, 대성과 승리가 자신들의 음악을 녹음하는 동안 G-DRAGON과 T.O.P이 듀오를 결성하며, "우리는 팬들과 지난 2년간 떨어져 있었다."라고 언급했다. 이후 GD&TOP의 프로모션 활동을 성공리에 마치고, 빅뱅은 "TONIGHT"을 타이틀 곡을 내세운 새 앨범을 발매하였다. 2년만에 발표한 이 음반에 대해 지드래곤은 이번 EP 음반은 듣는 사람들에게 하게끔 기운을 볻돋아 줄만큼 “매우 쾌활한 음악이다”라고 설명했다. 또한 그룹은 이전의 EP 음반에서도 선보였던 일렉트로닉 음악에 영향을 받아, “지금까지 빅뱅의 음악은 매우 밝고 서정적이였지만, 이번에는 록을 추가해 따뜻한 록 음악에 더 집중하기로 결정했다”라고 말했다.

## 프로모션 및 평가
2년여간의 공백을 거친 빅뱅은 2011년 2월, 그들만의 브랜드 콘서트 브랜드인  BIGSHOW 2011를 올림픽 공원 체조경기장에서 개최해 컴백했다. 그 쇼케이스에서 타이틀 곡 "TONIGHT"을 첫 공개 하며, 4만여명의 팬들앞에서 선보였다. 이 공연은 SBS와 Mnet을 통해 온라인에 중계 되었다. 또한 이 쇼는 예상했던 4.9%
보다 높은 5.7%를 기록했다. 콘서트의 수익은 약 70억의 매출을 기록했다고 보도 되었다.
타이틀 곡의 "TONIGHT"는 G-DRAGON이 작사(랩 가사는 T.O.P)와 작곡을 한 곡으로 뮤직 비디오의 티저 이미지가 온라인에 첫 공개되었다. "TONIGHT"은 어쿠스틱 기타와의 결합으로 "수준 높은 일렉트로닉 사운드"라고 찬사를 받았다. 이후 미국 빌보드 월드 앨범 차트에서 3위를 기록, 히트시커스 차트 3위와 인디펜던트 차트에서 29위를 기록했다. 또한 가온, 벅스, 소리바다, 멜론, 싸이월드, 도시락, Mnet을 포함한, 다수의 한국 음원차트의 정상을 차지했다. 하지만 그럼에도 불구하고, 그들은 전자 사운드의 과다 사용이라는 비판을 받기도 했다. 이 음반의 판매량은 추후 발매된 스페셜 에디션을 포함해 23만장을 기록했다.

## 트랙 리스트
| #  | 제목                        | 작사     | 작곡                       | 편곡             | 재생 시간 |
| -- | --------------------------- | -------- | -------------------------- | ---------------- | --------- |
| 1. | 〈THANK YOU & YOU (INTRO)〉 | G-DRAGON | G-DRAGON, CHOICE37         | CHOICE37         | 1:34      |
| 2. | 〈HANDS UP〉                | G-DRAGON | G-DRAGON, e.knock          | e.knock          | 3:54      |
| 3. | 〈TONIGHT〉                 | G-DRAGON | G-DRAGON, e.knock          | 필강             | 3:39      |
| 4. | 〈SOMEBODY TO LOVE〉        | G-DRAGON | G-DRAGON, 함승천, 강욱진   | 함승천, 강욱진   | 3:30      |
| 5. | 〈WHAT IS RIGHT〉           | G-DRAGON | G-DRAGON, D.J Murf, PEEJAY | D.J Murf, PEEJAY | 3:43      |
| 6. | 〈CAFE〉                    | G-DRAGON | G-DRAGON, D.J Murf, PEEJAY | D.J Murf, PEEJAY | 3:40      |

| #             | 제목                              | 작사                   | 작곡                      | 편곡            | 재생 시간 |
| ------------- | --------------------------------- | ---------------------- | ------------------------- | --------------- | --------- |
| 1.            | 〈LOVE SONG〉                     | G-DRAGON, TEDDY        | G-DRAGON, TEDDY           | TEDDY, 서원진   | 3:45      |
| 2.            | 〈STUPID LIAR〉                   | G-DRAGON               | G-DRAGON, 최필강          | 최필강, DEE.P   | 3:54      |
| 3.            | 〈TONIGHT〉                       | G-DRAGON               | G-DRAGON, e.knock         | 최필강          | 3:43      |
| 4.            | 〈HIGH HIGH (GD&TOP)〉            | G-DRAGON, T.O.P        | TEDDY                     | TEDDY           | 3:10      |
| 5.            | 〈OH YEAH (GD&TOP) (Feat. 박봄)〉 | G-DRAGON, T.O.P, TEDDY | TEDDY, 선우정아           | TEDDY, 선우정아 | 3:19      |
| 6.            | 〈CAFE〉                          | G-DRAGON               | G-DRAGON, DJ Murf, Peejay | DJ Murf, Peejay | 3:42      |
| 7.            | 〈I NEED A GIRL (GD X TAEYANG)〉  | 전군, 최갑원, G-DRAGON | 전군                      | 전군            | 3:40      |
| 8.            | 〈SOMEBODY TO LOVE〉              | G-DRAGON               | G-DRAGON, 함승천, 강욱진  | 함승천, 강욱진  | 3:34      |
| 9.            | 〈어쩌라고 (승리 Solo)〉          | 승리, G-DRAGON         | 승리, 최필강, BIGTONE     | 최필강          | 3:40      |
| 10.           | 〈BABY DON'T CRY (대성 Solo)〉    | e.knock                | e.knock                   | e.knock         | 4:31      |
| 총 재생 시간: | 총 재생 시간:                     | 총 재생 시간:          | 총 재생 시간:             | 총 재생 시간:   | 37:40     |

## 차트

### 앨범 차트
Tonight
| 차트 (2011)                 | 최고 순위 |
| --------------------------- | --------- |
| 대한민국 (가온 차트) 월간   | 1         |
| 대한민국 (가온 차트) 주간   | 1         |
| 대한민국 (가온 차트) 일간   | 6         |
| 미국 빌보드 월드 뮤직 차트  | 3         |
| 미국 빌보드 히트시커스 차트 | 7         |
| 미국 빌보드 인디펜던트 차트 | 29        |

빅뱅 스페셜 에디션
| 차트 (2011)               | 최고 순위 |
| ------------------------- | --------- |
| 대한민국 (가온 차트) 월간 | 1         |
| 대한민국 (가온 차트) 주간 | 1         |
| 대한민국 (가온 차트) 연간 | 13        |

### 판매량
| 가온 앨범 차트 | 판매량                                     |
| -------------- | ------------------------------------------ |
| TONIGHT        | - 136,594(2011) - 2,042(2012)              |
| 스페셜 에디션  | - 89,371(2011) - 8,053(2012) - 2,718(2014) |

### 싱글 차트 (Tonight)
| "TONIGHT"          | 1 | 1 | 1 |
| "HANDS UP"         | 3 | 4 | - |
| "SOMEBODY TO LOVE" | 4 | 5 | - |
| "WHAT IS RIGHT"    | 3 | 2 | - |
| "CAFE"             | 2 | 3 | - |

### 싱글 차트 (스페셜 에디션)
| "LOVE SONG"      | 1 | 1  | 1 |
| "STUPID LIAR"    | 2 | 1  | - |
| "BABY DON'T CRY" | 8 | 11 | - |

#### 기타 곡 차트
| "THANK YOU & YOU (INTRO)" | 15 | 37 |

| 이전 〈나만 몰랐던 이야기〉―아이유 | 가온 디지털 종합 주간 차트 1위 노래 2011년 2월 27일 ~ 2011년 3월 5일 | 다음 〈미친거니〉―송지은 |

| 이전 〈제발〉―김범수 | 가온 디지털 종합 주간 차트 1위 노래 2011년 4월 15일 ~ 2011년 4월 22일 | 다음 〈피노키오 (Danger)〉―f(x) |